# Грантс Пас (Орегон)
Грантс Пас (енгл. Grants Pass) град је у америчкој савезној држави Орегон.

## Демографија
По попису из 2010. године број становника је 34.533, што је 11.53 (50,1%) становника више него 2000. године.
| Група             | 2000.          | 2010.          |
| Белци             | 20.737 (90,1%) | 29.700 (86,0%) |
| Афроамериканци    | 76 (0,3%)      | 187 (0,5%)     |
| Азијати           | 226 (1,0%)     | 368 (1,1%)     |
| Хиспаноамериканци | 1.236 (5,4%)   | 2.940 (8,5%)   |
| Укупно            | 23.003         | 34.533         |